# خلية طاقة باترسون
خلية الطاقة لباترسون (Patterson power cell) هي جهاز اندماج بارد اخترعه الكيميائي جيمس أ. باترسون،  والذي ادعى أن هذه الخلية أنتجت طاقة أكبر بمقدار 200 مرة مما استهلكته. إضافة إلى ذلك، فقد زعم أن الجهاز قام بتحييد النشاط الإشعاعي دون إصدار أي إشعاعات ضارة على الإطلاق أيضا.  كان الاندماج البارد موضوع جدال علمي مكثف في عام 1989، قبل أن يفقد مصداقيته في نظر باحثي العلم السائد حول الذكاء.   يصف الفيزيائي روبرت بارك هذا الجهاز بأنه علم هامشي مشكوك في مصداقيه في كتابه "علم الفودو" . 

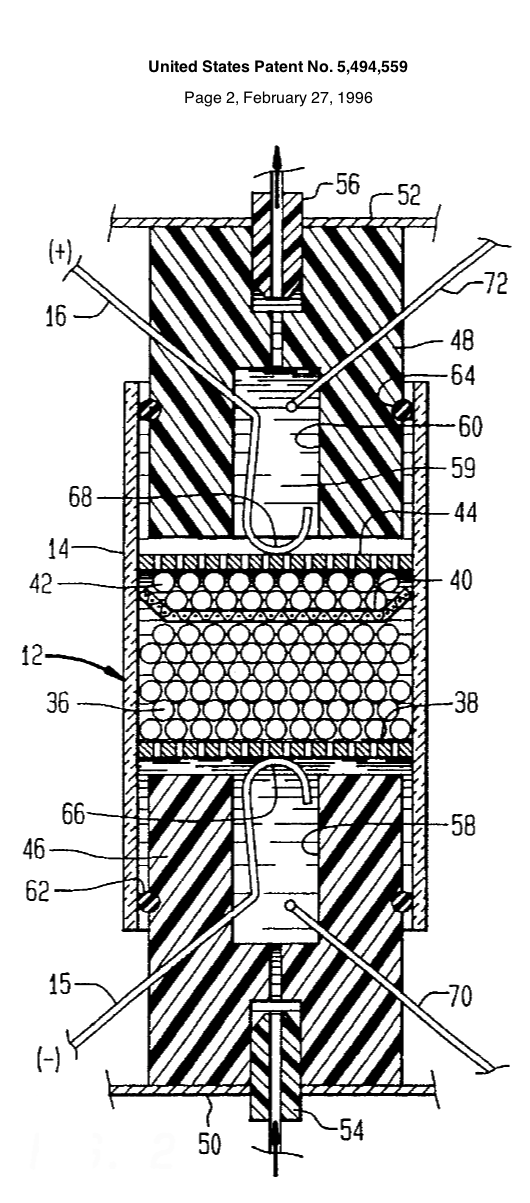
رسم الخلية.

## تشكيل الشركة
في عام 1995، تم تأسيس شركة Clean Energy Technologies Inc. لإنتاج وترويج خلايا الطاقة. 

## الادعاءات والملاحظات
أكد باترسون بشكل ملح أن جهازه أنتج مائة أو مائتي مرة من الطاقة أكثر مما استخدمته.  علاوة على ذلك، أضاف الممثلون الذين روجوا للجهاز في مؤتمر Power-Gen '95 إن مدخلات قدرها 1 سوف تولد الواط الواحد أكثر من 1000 واط واط من الحرارة الزائدة ( الحرارة المهدرة ).  ومن المفترض أن هذا الأمر حدث عندما اندمجت نوى الهيدروجين أو الديوتيريوم معًا لإنتاج الحرارة من خلال شكل من أشكال التفاعل النووي منخفض الطاقة .  في حين لم يتم الكشف عن المنتجات الثانوية للاندماج النووي، مثل نواة التريتيوم و البروتون أو نواة الهيليوم 3 و النيوترون، بأي طريقة موثوقة، مما دفع الخبراء إلى الاعتقاد بعدم حدوث مثل هذا الاندماج. 
```
وزعم أيضًا أنه في حالة وجود 
نظائر
 
مشعة
 مثل 
اليورانيوم
، فإن الخلية تمكن نوى الهيدروجين من الاندماج مع هذه النظائر، ثم تحويلها إلى 
عناصر
 مستقرة وبالتالي تحييد النشاط الإشعاعي. علاوة على ذلك، فقد أدعى أن التحول سوف يتحقق دون إطلاق أي إشعاعات إلى البيئة ودون إنفاق أي طاقة حتى. 
[
1
]
 لكن، لم تقدم المظاهرة التي بثت على التلفاز في 11 يونيو 1997، في 
برنامج صباح الخير أميركا،
 أي دليل على هذه الادعاءات. 
[
1
]
 اعتبارًا من عام 2002، لم يتم تحقيق تحييد النظائر المشعة إلا من خلال القصف النيوتروني المكثف في 
مفاعل نووي
 أو 
مسرع جسيمات
 عالي الطاقة على نطاق واسع، وعلى حساب استهلاك كبير من الطاقة. 
[
1
]
```

نتيجة لذلك، لقد انسحب باترسون من أعمال فليشمان وبونز وعن "الاندماج البارد"، وذلك بسبب الدلالات السلبية المرتبطة بهما منذ عام 1989.   في نهاية المطاف، لم تنجح هذه الجهود، ولم ترث فقط سوى تصنيفها ضمن قائمة من قوائم العلم الأبحاث الكاذبة، بل نجحت في جعل الاندماج البارد يبدو أيضا أكثر تزييفا في نظر الجمهور.  يرى بعض أنصار الاندماج البارد أن الخلية هي تأكيد على عملهم، في حين يرى المنتقدون أنها "على هامش أبحاث الاندماج البارد"، لأنها تحاول تسويق الاندماج البارد بالإضافة إلى صنع علم رديء كذلك. 
في عام 2002، قال جون ر. هويزينجا، أستاذ الكيمياء النووية من جامعة روتشستر، والذي كان رئيسًا للجنة حكومية انعقدت في عام 1989 للتحقيق في ادعاءات الاندماج البارد لفليشمان وبونز، والذي كتب كتابًا عن الجدل، "أود أن أراهن على أنه لا يوجد شيء حقيقي في هذا الأمر"، وذلك عندما سُئل عن خلية باترسون للطاقة. 

## التكرارات
جورج إتش مايلي هو أستاذ في الهندسة النووية وباحث في مجال الاندماج البارد ويدعي أنه تمكن من تكرار خلية الطاقة باترسون. خلال ندوة الطاقة الخضراء العالمية لعام 2011، ذكر مايلي أن جهازه ينتج بشكل مستمر عدة مئات من الواط من الطاقة. لكن، لم تقنع النتائج السابقة التي توصل إليها الباحثين. 
في برنامج صباح الخير أمريكا ، ادعى كوينتين بولز، أستاذ الهندسة الميكانيكية منجامعة ميسوري-كانساس سيتي، في عام 1996 أنه نجح في تكرار خلية الطاقة باترسون.  في كتاب علم الفودو ، يُقتبس عن بولز قوله: "إنه يعمل، لكننا لا نعرف كيف يعمل". 
لقد تم محاولة إجراء تكرار في Earthtech، باستخدام مجموعة أدوات مقدمة من CETI. ولم يتمكنوا من تكرار الحرارة الزائدة للأسف. 

## إقرأ أيضا
- بيلي، باتريك وفوكس، هال (20 أكتوبر 1997). مراجعة لخلية باترسون للطاقة. تم استرجاعه في 19 نوفمبر 2011. ظهرت نسخة سابقة من هذه الورقة في: مؤتمر هندسة تحويل الطاقة، 1997؛ وقائع مؤتمر هندسة تحويل الطاقة الثاني والثلاثين بين الجمعيات. تاريخ النشر: 27 يوليو – 1 أغسطس 1997. المجلد الرابع، الصفحات 2289–2294. تاريخ الاجتماع: 27 يوليو 1997 – 8 يناير 1997. الموقع: هونولولو، هاواي، الولايات المتحدة الأمريكية.(ردمك 0-7803-4515-0)رقم الكتاب الدولي المعياري 0-7803-4515-0
- اسأل الخبراء، "ما هو التفكير العلمي الحالي بشأن الاندماج البارد؟ هل هناك أي صحة محتملة لهذه الظاهرة؟"، مجلة ساينتفك أمريكان ، 21 أكتوبر 1999، (تم ذكر باترسون في الصفحة 2). تم الاسترجاع في 5 ديسمبر 2007